# Opopaea alje
Opopaea alje là một loài nhện trong họ Oonopidae.
Loài này thuộc chi Opopaea. Opopaea alje được miêu tả năm 2008 bởi Michael Saaristo & Marusik.